# Épenouse
 Épenouse  es una población y comuna francesa, en la región de Franco Condado, departamento de Doubs, en el distrito de Besançon y cantón de Vercel-Villedieu-le-Camp.

## Demografía
| 118 | 96 | 104 | 85 | 93 | 88 |
| Para los censos de 1962 a 1999 la población legal corresponde a la población sin duplicidades (Fuente: INSEE [Consultar]) |    |     |    |    |    |